# Rue du Sommet-des-Alpes
La rue du Sommet-des-Alpes est une voie du 15e arrondissement de Paris, en France.

## Situation et accès
La rue du Sommet-des-Alpes est une voie publique située dans le 15e arrondissement de Paris. Elle débute au 18, rue Fizeau et se termine au 134, rue Castagnary.

## Origine du nom
Le nom de cette rue a été donné par M. Chauvelot, fondateur du village de l'Avenir, en mémoire de la campagne d'Italie de 1859.

## Historique
Cette rue a été classée dans la voirie parisienne par un arrêté du 1er septembre 1932.